# Lambda
Lambda (grško: starogrško λάμδα, starejša oblika: starogrško λάμβδα; velika črka: Λ, mala črka: λ) je enajsta črka grške abecede in ima številčno vrednost 30. Črka lambda se je razvila iz feničanske črke lamed  (). Iz grške črke Λ izvira latinična črka L, pa tudi cirilična črka Л.
V grščini se črka Λ izgovarja kot L. 

## Pomeni
- λ je enota volumna enaka mikrolitru (μL) oz. kubičnemu milimetru (mm³).
- λ je oznaka za valovno dolžino v fiziki
- λ je oznaka za razpadno konstanto
- λ je oznaka za prosto pot
- λ je oznaka za lastne vrednosti v linearni algebri
- računalniško igro Half-Life
- razmerje zraka in goriva pri motorju z notranjim zgorevanjem
- vrsto japonske rakete
- eden od simbolov istospolno usmerjenih
- Λ je oznaka za delec v fiziki osnovnih delcev
- toplotna prevodnost v termodinamiki

### Unicode
|                | Velika črka Λ            | mala črka λ            |
| -------------- | ------------------------ | ---------------------- |
| Unicode UTF-16 | U+039B                   | U+03BB                 |
| Ime Unicode    | Velika grška črka lambda | Mala grška črka lambda |
| Koda HTML      | &#923;                   | &#955;                 |
| Enota HTML     | &Lambda;                 | &lambda;               |